# 五星橋
五星橋，又名火烧滩桥，是位於四川省華鎣市宝马坎村與重慶市合川區雙槐鎮石泉村的一座五拱廊桥，横跨华蓥河代峨溪火烧滩，是川渝界桥；桥两端引桥10米，桥身长54米，宽6米，高5米，由5个石拱组成，每孔净跨度达8.8米，桥墩宽3米，河底至桥面均用方石砌成，桥上有硬山式穿斗木结构廊房建筑，17柱16开间，每间房高4米，面积均为12平方米，过道宽3米，均由碧瓦遮盖，桥旁原有阴司十二森罗殿立体木刻，但于“文化大革命”中损毁。

## 历史
由于火烧滩附近乱石杂多，不便于过河，附近交通不便，当地唐、徐两个大姓发起建桥，远近上千人捐资、捐物、化公果，多者甚至达到一人几十担谷子或上百银元；清道光二年（1822年）五星桥始建，清道光五年（1625年）桥面修造了房屋，为行人提供遮风避雨的场所，后有人入住。1956年，合川、华蓥的国家和私人在桥上通道房廊里设点开店有商店、药房、诊所、粮站、加工厂等，形成了别致的“桥上街市”。直至2011年，桥上仍有5户人家经营药店、饭店和副食店等，后住户迁出，桥上的房屋拆除。2013年4月，川渝两地文物保护单位联合对五星桥进行全面检查和修缮，进行了原样修复。
五星桥原名“五洞桥”，据说十九世纪六、七十年代，有人发现当朝霞或夕阳映照时河面波光粼粼，光透过五个石拱折射到水面上似五颗闪亮的星星，故曰“五星桥”，寓意“革命的光辉照大地”。
2007年6月1日五星桥公佈為四川省第七批文物保護單位，2009年12月15日列為第二批重慶市文物保護單位。